# 胡雪峰 (喇嘛)
胡雪峰（1966年—），法名罗布桑·散木丹，男，蒙古族，辽宁阜新人，藏传佛教格鲁派喇嘛、雍和宫堪布。第十三届全国政协委员（宗教界）。

## 生平
15岁时，胡雪峰作为雍和宫文革后重新对外开放之后的第一批学僧进入雍和宫，取法名“罗布桑·散木丹”。
1992年，胡雪峰当选为北京市佛教协会常务理事。1995年到2000年，先后当选为第七、八届北京市青年联合会常务委员，第八届中华全国青年联合会委员，北京市佛教协会副会长，第八届北京市青年联合会副主席，东城区青年联合会副主席，北京市政协委员，2002年，当选中国佛教协会第七届代表大会理事。2009年，当选北京市佛教协会副会长。
2010年1月，雍和宫副住持胡雪峰升任雍和宫住持，雍和宫原住持嘉木扬·图布丹升为雍和宫名誉住持。同年2月，胡雪峰当选为中国佛教协会副秘书长。